# Élections de l'Assemblée provinciale de Khyber Pakhtunkhwa de 2019 dans les régions tribales
Les élections provinciales pakistanaises de 2019 dans les régions tribales se sont déroulées le 20 juillet 2019 dans le cadre de la fusion des régions tribales dans la province voisine de Khyber Pakhtunkhwa. Elles visent à envoyer des députés à l'Assemblée provinciale de Khyber Pakhtunkhwa et à intégrer cette zone dans le système fédéral du Pakistan alors qu'elle était jusque là exorbitante du droit commun. 
Le scrutin est remporté par le Mouvement du Pakistan pour la justice au pouvoir, réunissant un quart des suffrages et presque la moitié des élus. 

## Contexte

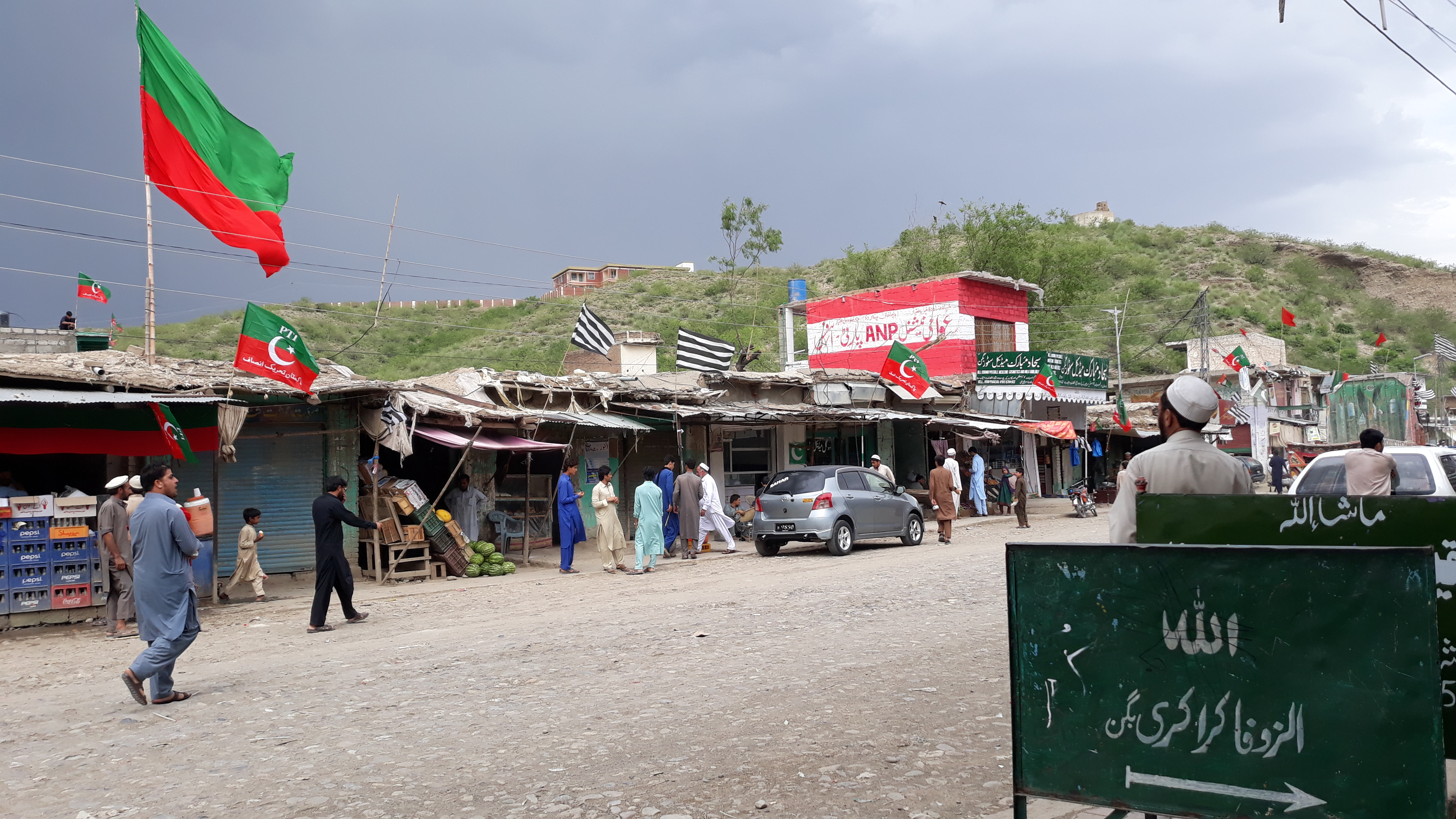
Drapeaux du Mouvement du Pakistan pour la justice et de la Jamiat Ulema-e-Islam (F) dans district de Kurram.

Le 24 mai 2018, l'Assemblée nationale vote un amendement visant à normaliser le régime juridique des régions tribales et à les intégrer à la province voisine de Khyber Pakhtunkhwa, ce qui entre en vigueur le 31 mai 2018 avec la signature du président Mamnoon Hussain. Jusqu'ici, cette zone frontalière avec l'Afghanistan et surtout peuplée de tribus pachtounes était soumise à un régime dérogatoire. Ce dernier laisse une certaine autonomie aux tribus mais prive les habitants de nombreux droits. Lors des élections, les candidats sont notamment interdits de se présenter sous l'étiquette d'un parti politique.

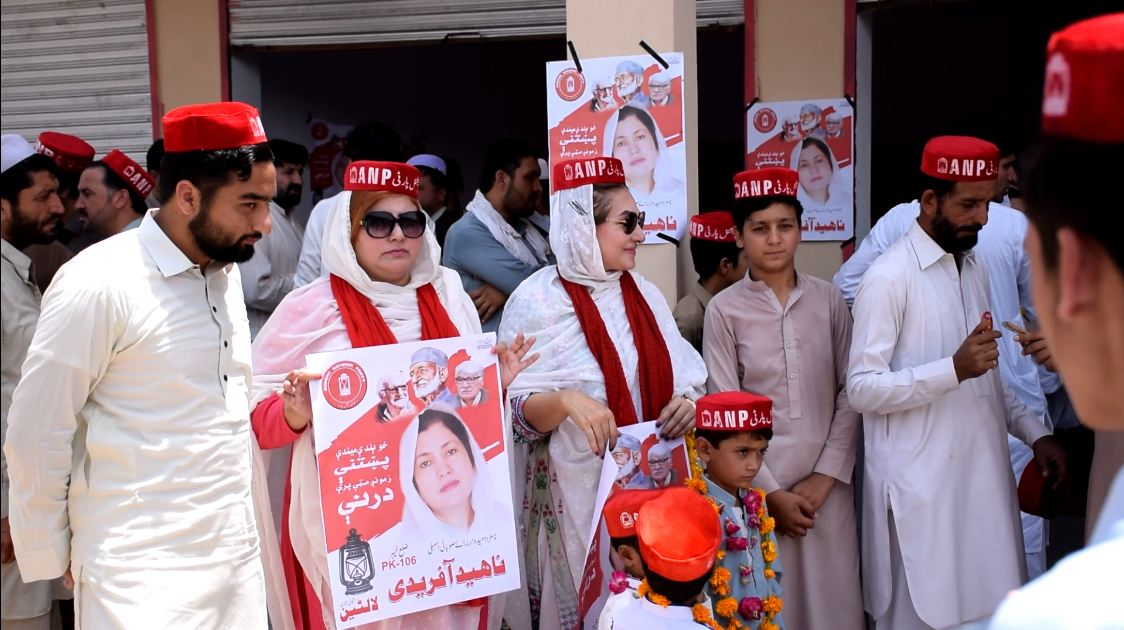
Militants du Parti national Awami en campagne pour ces élections dans le district de Khyber.

La mesure de fusion reçoit un large soutien de la classe politique et soulage la population locale qui espère avoir accès à des services publics. Certains partis politiques et dirigeants tribaux s'y opposent toutefois, ayant préféré que les régions tribales soient élevées au rang de province. La fusion de ces zones et leur intégration effective au droit commun restent cependant très progressive. Lors des élections législatives de juillet 2018, les candidats de ces régions sont pour la première fois autorisés à se présenter sous l'étiquette d'un parti politique. Cependant, aucun élection provinciale n'est organisée dans les régions tribales, contrairement au reste du pays. Un an plus tard, ce scrutin vise à élire les députés de l'Assemblée provinciale de Khyber Pakhtunkhwa et donc à intégrer les anciennes régions tribales dans le système fédéral. 

## Résultats
Le 20 juillet 2019, le scrutin est remporté par le Mouvement du Pakistan pour la justice au pouvoir au niveau fédéral et dans la province de Khyber Pakhtunkhwa, en décrochant 8 des 21 sièges en jeu et un quart des suffrages. Sept candidats indépendants sont élus alors que ceux-ci sont particulièrement nombreux et réunissent ensemble la majorité des suffrages. Les islamistes de la Jamiat Ulema-e-Islam (F) et de la Jamaat-e-Islami remportent cinq sièges et le Parti national Awami seulement un.

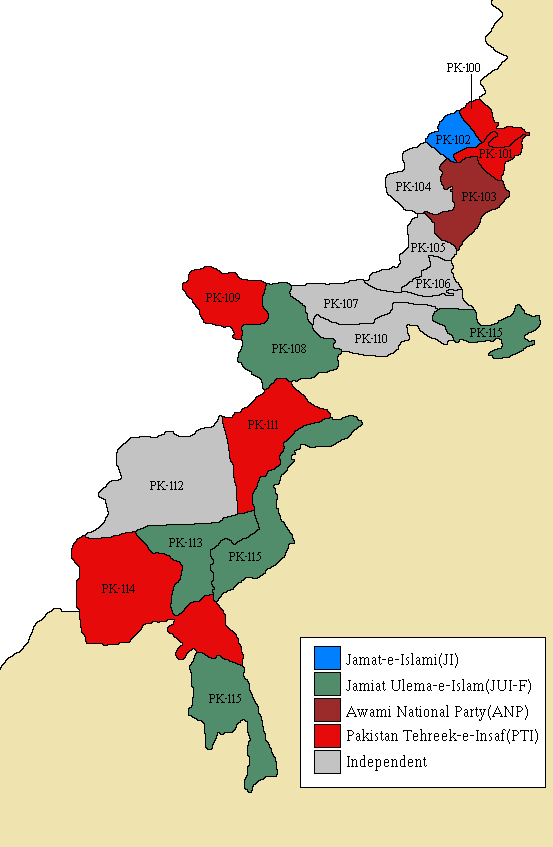
Partis arrivés en tête dans les circonscriptions provinciales.

| Parti                                 | Candidats | Sièges | Sièges | Sièges | Sièges | Voix      | %       |
| Parti                                 | Candidats | G      | F      | M      | Total  | Voix      | %       |
| ------------------------------------- | --------- | ------ | ------ | ------ | ------ | --------- | ------- |
| Sans étiquette                        | 202       | 6      | 1      |        | 7      | 284 788   | 38,72   |
| Mouvement du Pakistan pour la justice | 16        | 5      | 2      | 1      | 8      | 182 023   | 24,75   |
| Jamiat Ulema-e-Islam (F)              | 15        | 3      | 1      |        | 4      | 112 999   | 15,36   |
| Jamaat-e-Islami                       | 13        | 1      |        |        | 1      | 56 204    | 7,64    |
| Parti national Awami                  | 13        | 1      |        |        | 1      | 48 325    | 6,57    |
| Parti du peuple pakistanais           | 13        | 0      |        |        |        | 28 049    | 3,81    |
| Ligue musulmane du Pakistan (N)       | 5         | 0      |        |        |        | 8 257     | 1,12    |
| Parti Qaumi Watan                     | 3         | 0      |        |        |        | 2 650     | 0,36    |
| Jamiat Ulema-e-Islam (S)              | 2         | 0      |        |        |        | 364       | 0,05    |
| Pak Sarzameen Party                   | 2         | 0      |        |        |        | 317       | 0,04    |
| Pakistan Awami Inqlab League          | 1         | 0      |        |        |        | 238       | 0,03    |
| Votes nuls                            |           |        |        |        |        | 11 262    | 1,53    |
| Total                                 | 285       | 16     | 4      | 1      | 21     | 724 028   | 100     |
| Électeurs inscrits                    |           |        |        |        |        | 2 800 831 | 26,26 % |

## Conséquences
Le scrutin marque une étape de la fusion des régions tribales dans la province voisine de Khyber Pakhtunkhwa, en donnant à la population une représentation à l'assemblée provinciale, centre du pouvoir fédéré, pour la première fois dans l'histoire du pays.
Sur les sept candidats indépendants élus, trois rejoignent le Parti baloutche Awami, qui s'implante ainsi pour la première fois dans cette province. Deux autres rejoignent le Mouvement du Pakistan pour la justice et un autre est par ailleurs membre du mouvement Pashtun Tahafuz. 